# Caza y Pesca
Caza y Pesca es un canal de televisión por suscripción español, producido por Telefónica, donde se emiten documentales relacionados con la caza y con la pesca.
Emite 24 horas los 365 días del año.

## Historia
Caza y Pesca (anteriormente conocida como Seasons) nació en abril de 1997. En su primera época fue producida por la francesa Multithematiques que por aquel entonces también producía Cineclassics para España a través de Canal Satélite Digital. Fue a partir de junio de 2003 cuando el canal se "reinventó" pasando a llamarse Caza y Pesca y ser producida por Sogecable (posteriormente Prisa TV,  y actualmente Movistar Plus+). Ha sido dirigido desde sus comienzos por Juan Delibes.

## Programación
Su programación se centra en la emisión de documentales relacionados con el mundo de la caza, la pesca y la naturaleza. Combina documentales de producción externa con programas de producción propia (Al acecho, Veda abierta, Galgos o podencos).
La programación de Caça e Pesca en Portugal es la misma que en España. 80% de los programas se emiten con subtítulos en portugués.

## Disponibilidad
Caza y Pesca se encuentra disponible en la plataforma de pago Movistar Plus+ dentro del paquete básico. 
Desde abril de 2008 el canal se encuentra disponible también en el mercado portugués a través de la plataforma ZonTV Cabo y desde junio de 2010 como canal premium en la oferta de Telecable.